# Никола Ковачевић (револуционар)
Никола Ковачевић (Дервента, 1894 — Београд, 3. октобар 1979) је био револуционар и учесник Октобарске револуције и Шпанског грађанског рата.

## Биографија
Познат је под псеудонимима: Чудновски и Никита Мендес. Школовао се у Варешу и Јајцу, гдје је изучио сарачки занат. У Социјалдемократску странку БиХ ступио је 1912. године. На почетку
Првог свјетског рата мобилисан је у аустроугарску војску и послан на Источни фронт, гдје се 1915. предао Русима, а потом придружио 1. српској добровољачкој дивизији. Учествовао је у Бољшевичкој револуцији 1917. и борио се у редовима Црвене армије. Сарађивао је са југословенским листом „Свјетска револуција“, који је излазио у Москви. Од 1918. члан је Руске комунистичке партије (бољшевика). Након повратка у Краљевину СХС, 1919. постао је један од организатора Социјалистичке радничке партије (комуниста), касније КПЈ. На изборима за Уставотворну скупштину 1920. биран је на листи КПЈ за посланика у Великобечкеречком срезу. Био је секретар КПЈ за Војводину, те је након доношења Обзнане три пута био осуђиван на казне затвора у укупном трајању од пет година. Године 1927. вратио се у Совјетски Савез, гдје је похађао Међународну лењинску школу у Москви. Након тога, радио је у балканској секцији Сељачке интернационале (Крестинтерне), а потом предавао историју Свесавезне комунистичке партије (бољшевика) југословенским студентима на Комунистичком универзитету националних мањина Запада у Москви. Почетком тридесетих година ХХ вијека припадао је ужем руководству КПЈ у СССР-у. По избијању грађанског рата у Шпанији 1936, био је међу првим Југословенима који су дошли из СССР-а. Припадао је герилској групи Божидара Масларића у области Естремадура, а потом је постао главни интендант 12. интернационалне бригаде у провинцији Албасети. Произведен је у чин мајора Народне републиканске армије. Почетком 1938. похађао је официрску школу у граду Посорубио, након чега је дошао у штаб 35. интернационалне дивизије. Имао је значајну улогу у персоналним сукобима међу кадровима КПЈ у Шпанији, а дошао је у сукоб и са новим партијским руководством око Јосипа Броза Тита. Након пада Шпанске републике 1939, интерниран је у Француску. По изласку на слободу, 1944. приступио је француском покрету отпора (комунисти) код града Албија, у којем је остао до завршетка рата, када се вратио у Југославију. Био је искључен из КПЈ 1946. због претходног држања током фракцијских борби. Након што се изјаснио за Резолуцију Информбироа 1948, био је заточен на Голом отоку до 1954. године. Био је извор за неколико контроверзних тврдњи у спису Владимира Дедијера (Novi prilozi za biografiju Josipa Broza Tita 2, Zagreb 1981). Умро у Београду 3. октобра 1979.